# Ogyū Sorai
Ogyū Sorai (荻生 徂徠) (21 de març 1666, Edo, Japó - 28 de febrer 1728, Edo), pseudònim Butsu Sorai, va ser un filòsof confucianista japonès. Se l'ha considerat l'erudit més influent del període Tokugawa. La seva àrea d'interès principal era l'aplicació dels principis del confucianisme al govern i l'ordre social. Va respondre a les mancances econòmiques i polítiques de l'època al Japó, així com a la cultura del mercantilisme i al domini d'institucions antigues que s'havien afeblit a causa del malbaratament, i que segons ell usaven algunes ensenyances, com el taoisme, per a justificat les seves accions. Sorai va rebutjar el moralisme del neoconfucianisme i es va centrar en lloc seu en les obres més antigues. Sostenia la importància de permetre mostrar les emocions humanes i per aquest motiu va cultivar la literatura xinesa al Japó. Sorai va atreure molts seguidors i va crear l'escola Sorai, que va esdevenir més tard una força influent en l'erudició confucianista del Japó.

## Vida
Sorai va ser el segon fill d'un samurai, metge personal de Tokugawa Tsunayoshi (徳川綱吉), aquell que més tard va esdevenir el cinquè shogun. Sorai va estudiar la versió de Zhu Xi del neo-confucianisme, i cap al 1690 va esdevenir professor privat de clàssics xinesos. Va entrar al servei de Yanagisawa Yoshiyasu, un conseller d'alt rang de Tsunayoshi, el 1696. El 1709, després de la mort de Tsunayoshi, va marxar i es va apartar de les ensenyances de Zhu Xi fins a desenvolupar les seves pròpies filosofia i escola. Se'l considera el creador del kō shōgi, una insòlita variant dels escacs.

## Ensenyances
Sorai va escriure diverses obres d'important influència. En elles va identificar dues febleses de base de la filosofia del neo-confucianisme. La primera era en el sistema de domini del shogun, que al segle divuit tenia molts problemes. Com a resultat va dubtar de la suficiència de dependre de la recerca del bé moral individual. En aquest sentit argumentava que la crisi política del moment demanava alguna cosa més que el perfeccionament del caràcter moral. D'altra banda, considerava que els antics reis savis xinesos s'havien preocupat no només de la moral sinó també del govern mateix. La segona desavinença amb el neo-confucianisme es basava en la seva consideració que posar massa èmfasi en la moral reprimia la naturalesa humana, basada en les emocions.
Tanmateix, aquestes febleses segons ell no procedien d'una deficiència del confucianisme en si, sinó d'una mala interpretació d'obres clàssiques com els Quatre Llibres i els Cinc clàssics per part dels neo-confucianistes, que, insistia, "no coneixien els mots antics". Sorai va tornar a les obres antigues a la recerca d'un saber més fiable, afirmant que "La forma suprema de coneixement erudit és la història." Per a ell, aquestes obres històriques eren la font definitiva, fins i tot per a un present canviant. Sorai pensava que l'estudi de la filosofia començava amb l'estudi del llenguatge. En això mostra una gran influència de l'antiga escola de retòrica del període Ming, un moviment neoclàssic que considerava els períodes Qin i Ming els models per la prosa i el període Tang de la poesia. L'escola Sorai va portar al Japó Seleccions de Poesia Tang, una obra que es creu que va editar Li Panlong (李攀竜 1514-70), fundador de l'Antiga Escola de Retòrica, i que va esdevenir molt popular. Com a conseqüència, la seva escola encara avui es coneix de vegades com l'escola de Retòrica Antiga (kobunji 古文辞). No obstant això, se'n separa en que per a ell era bàsicament un mitjà d'accés als Cinc Clàssics. També va acusar altres confucianistes japonesos, com Hayashi Razan, de recolzar-se massa en fonts neo-confuciansites, com Zhu Xi.
Sorai també discrepava dels punts de vista neo-confucianistes en altres aspectes. Un era la consideració del Camí no com a principi preestablert de l'univers, sino com a creació humana dels antics savis que l'havien descrit en les obres clàssiques del confucianisme. Aquestes obres mantenien el Camí, que es dividia en ritus (rei 礼) i música (gaku 楽). Els primers proporcionaven l'ordre social, mentre els segons eren una inspiració per al cor. En això hi havia una via directa per al flux de les emocions humanes, cosa que la filosofia moral dels neo-confucianistes negava. Sorai donava arguments contraris a aquests, permetent l'enriquiment a través de la música i de la poesia. Com a resultat de les seves ensenyances, que emfatitzaven la literatura com a forma fonamental de l'expressió humana, l'escriptura xinesa va començar a prosperar al Japó, i va esdevenir una ocupació artística acceptada. És per això que la seva escola va produir tants grans escriptors de composicions xineses en l'època.
A més a més, Sorai va ser un partidari de la classe samurai. Les institucions que en un moment donat són molt influents més tard decauen i cada cop serà menys probable que els homes més capaços arribin al poder. Per a ell, els samurais eren els qui més possibilitats tenien de superar aquesta tendència mitjançant un sistema de premis i càstigs. També veia problemes amb la classe mercantil de l'època, a qui acusava de conxorxar-se per a fixar els preus. Tot i això, no era cap gran partidari de les classes baixes. Raonava "Quin bé hi pot haver en el fet que la gent vulgar s'estengui més enllà del lloc que els pertoca en la vida i estudiï aquests llibres [els clàssics confucianistes]?"

## Crítica
Alguns erudits posteriors van criticar la seva obra i van considerar que les seves ensenyances eren poc pràctiques. Goi Ranshū creia que a Sorai el movia l'interès de superar Itō Jinsai, un altre confucianista que l'havia influït en gran manera, i que per aquest motiu Sorai portava els seus raonaments a un nivell absurd. Si s'hagués portat alguna de les seves teories a la pràctica, Goi considera que hauria fet molt de mal en el camp de la filosofia moral. Un erudit posterior que va parlar críticament del pensament d'Ogyū's va ser Nakai Chikuzan, que també coneixia l'oposició de Goi al pensament de Sorai, que havia exposat en el seu assaig Hi-Butsu hen, escrit als anys 30 del s.XVIII, però no publicat fins al 1766, editat per Chikuzan i el seu germà. Nakai va escriure més tard el seu propi refús de les creences d'Ogyū en la seva obra Hi-Chō (1785), de gran càrrega emocional, en la que rebutjava la idea que els individus no puguin millorar la seva situació a través de decisions morals. A més considerava que els individus són capaços de jutjar si unes idees o accions externes són veritables o justes. La negació d'aquesta moral, per a ell, només deixaria la possibilitat de seguir "ritus i normes".

## Obra
- Normes per a l'estudi (Gakusoku, 1715)
- Discernir el camí (Bendō, 1717)
- Les ensenyances del mestre Sorai (Sorai sensei tōmonsho, 1724)

Les ensenyances del mestre Sorai
Les ensenyances del mestre Sorai és un registre del seu ensenyament i dels intercanvis amb els seus estudiants. L'obra va ser editada pels mateixos estudiants de Sorai i incloïa preguntes que ells li feien seguides per les respostes d'ell. No es va publicar fins al 1724, però es creu que és de cap allà el 1720. En ella insisteix que la literatura no té el propòsit d'instruir sobre la moralitat o el govern, sinó que simplement permet el flux de les emocions humanes. A partir d'això es poden trobar les respostes a aquells altres temes. Mentre Ogyū buscava redefinir la font de la legitimitat de Tokugawa, el seu propòsit era de manera clara reforçar l'autoritat del shogunat Tokugawa.